# Piauí
Piauí állam Brazíliában, az ország északkeleti régiójában. Nyugaton Maranhão, keleten Ceará, Pernambuco, délen Bahia, délnyugaton Tocantins államal határos.

## Földrajzi adatok
- Területe 251 529 km²
- Lakossága 3,16 millió fő volt 2012-ben
- Népsűrűsége 13 fő/km²
- Székhelye: Teresina

## Fordítás
- Ez a szócikk részben vagy egészben  a   Piauí című angol Wikipédia-szócikk fordításán alapul.  Az eredeti cikk szerkesztőit annak laptörténete sorolja fel. Ez a jelzés csupán a megfogalmazás eredetét és a szerzői jogokat jelzi, nem szolgál a cikkben szereplő információk forrásmegjelöléseként.